# Liste der Nummer-eins-Hits in den USA (2014)
Dies ist eine Liste der Nummer-eins-Hits in den USA im Jahr 2014. Sie basiert auf den Hot-100-Singlecharts und den Top-200-Albumcharts, die von Billboard im Auftrag der Vertretung der Musikindustrie ermittelt werden. Für die Singlecharts werden schon seit dem Vorjahr das Streaming einbezogen, ab der Ausgabe vom 13. Dezember sind auch bei den Billboard 200 Streaming und Einzeltitelverkäufe berücksichtigt. Die Chartwoche in den USA geht von Sonntag bis Samstag, Ausgabedatum der Chartlisten ist der letzte Tag dieser Woche, also der jeweilige Samstag.

## Singles
| ← 2013 ← | Liste der Nummer-eins-Hits in den USA | Liste der Nummer-eins-Hits in den USA | Liste der Nummer-eins-Hits in den USA | 2015 → |
| \| Zeitraum \| Wo. ges. \| Interpret \| Titel Autor(en) \| Zusätzliche Informationen \| \| (Zeitraum, Wochen auf Platz eins, Interpret, Titel, Autor[en], zusätzliche Informationen) \| \| \| \| \| \| ----------------------------------------------------------------------------------------- \| -------- \| ---------------------------- \| ------------------------------------------------------------------------------------------------------------------------------------------------------------------- \| ------------------------------------------------------------------------------------------------------------------------------------------------------------------------------------------------------------------------------------------------------------------------------------------------------------------------------ \| \| 21. Dezember 2013 – 11. Januar 2014 3 Wochen (insgesamt 3) \| 3 \| Eminem feat. Rihanna \| The Monster Marshall Mathers, Bryan Fryzel, Bebe Rexha, Aaron Kleinstub, Maki Athanasiou, Robyn Fenty, Jon Bellion \| – \| \| 12. Januar 2014 – 1. Februar 2014 3 Wochen \| 3 \| Pitbull feat. Kesha \| Timber Lukasz Gottwald, Henry Walter, Kesha Sebert, Armando C. Pérez, Priscilla Hamilton, Jamie Sanderson, Breyan Stanley Isaac, Lee Oskar, Keri Oskar, Greg Errico \| – \| \| 2. Februar 2014 – 1. März 2014 4 Wochen \| 4 \| Katy Perry feat. Juicy J \| Dark Horse Max Martin, Lukasz Gottwald, Jordan Houston, Katy Perry, Henry Walter, Sarah Hudson \| – \| \| 2. März 2014 – 10. Mai 2014 10 Wochen \| 10 \| Pharrell Williams \| Happy Pharrell Williams \| – \| \| 11. Mai 2014 – 31. Mai 2014 3 Wochen \| 3 \| John Legend \| All of Me John Stephens, Toby Gad \| – \| \| 1. Juni 2014 – 19. Juli 2014 7 Wochen \| 7 \| Iggy Azalea feat. Charli XCX \| Fancy Jason Pebworth, George Astasio, Jon Shave, Jon Turner, Kurtis McKenzie, Charlotte Aitchison, Iggy Azalea \| – \| \| 20. Juli 2014 – 30. August 2014 6 Wochen \| 6 \| Magic \| Rude Nasri Atweh, Mark Pellizzer, Alex Tanas, Ben Spivak, Adam Messinger \| – \| \| 31. August 2014 – 13. September 2014 2 Wochen (insgesamt 4) \| 4 \| Taylor Swift \| Shake It Off Max Martin, Shellback, Taylor Swift \| – \| \| 14. September 2014 – 8. November 2014 8 Wochen \| 8 \| Meghan Trainor \| All About That Bass Kevin Kadish, Meghan Trainor \| – \| \| 9. November 2014 – 22. November 2014 2 Wochen (insgesamt 4) \| 4 \| Taylor Swift \| Shake It Off Max Martin, Shellback, Taylor Swift \| – \| \| 23. November 2014 – 10. Januar 2015 7 Wochen \| 7 \| Taylor Swift \| Blank Space Max Martin, Shellback, Taylor Swift \| Mit diesem Song war Taylor Swift der einzige Interpret in diesem Jahr, der zwei Nummer-eins-Hits hatte. Zudem schrieb sie Geschichte in den Billboard Hot 100, da sie die erste Frau überhaupt war, die sich selbst an der Chartspitze ablöste; insgesamt gelang dies erst elf Interpreten in der 56-jährigen Chartgeschichte. \| |                                       |                                       | | |
| ← 2013 |                                       |                                       | | → 2015 → |
| Zeitraum | Wo. ges.                              | Interpret                             | Titel Autor(en) | Zusätzliche Informationen |
| (Zeitraum, Wochen auf Platz eins, Interpret, Titel, Autor[en], zusätzliche Informationen) |                                       |                                       | | |
| 21. Dezember 2013 – 11. Januar 2014 3 Wochen (insgesamt 3) | 3                                     | Eminem feat. Rihanna                  | The Monster Marshall Mathers, Bryan Fryzel, Bebe Rexha, Aaron Kleinstub, Maki Athanasiou, Robyn Fenty, Jon Bellion                                                  | – |
| 12. Januar 2014 – 1. Februar 2014 3 Wochen | 3                                     | Pitbull feat. Kesha                   | Timber Lukasz Gottwald, Henry Walter, Kesha Sebert, Armando C. Pérez, Priscilla Hamilton, Jamie Sanderson, Breyan Stanley Isaac, Lee Oskar, Keri Oskar, Greg Errico | – |
| 2. Februar 2014 – 1. März 2014 4 Wochen | 4                                     | Katy Perry feat. Juicy J              | Dark Horse Max Martin, Lukasz Gottwald, Jordan Houston, Katy Perry, Henry Walter, Sarah Hudson                                                                      | – |
| 2. März 2014 – 10. Mai 2014 10 Wochen | 10                                    | Pharrell Williams                     | Happy Pharrell Williams | – |
| 11. Mai 2014 – 31. Mai 2014 3 Wochen | 3                                     | John Legend                           | All of Me John Stephens, Toby Gad | – |
| 1. Juni 2014 – 19. Juli 2014 7 Wochen | 7                                     | Iggy Azalea feat. Charli XCX          | Fancy Jason Pebworth, George Astasio, Jon Shave, Jon Turner, Kurtis McKenzie, Charlotte Aitchison, Iggy Azalea                                                      | – |
| 20. Juli 2014 – 30. August 2014 6 Wochen | 6                                     | Magic                                 | Rude Nasri Atweh, Mark Pellizzer, Alex Tanas, Ben Spivak, Adam Messinger                                                                                            | – |
| 31. August 2014 – 13. September 2014 2 Wochen (insgesamt 4) | 4                                     | Taylor Swift                          | Shake It Off Max Martin, Shellback, Taylor Swift | – |
| 14. September 2014 – 8. November 2014 8 Wochen | 8                                     | Meghan Trainor                        | All About That Bass Kevin Kadish, Meghan Trainor | – |
| 9. November 2014 – 22. November 2014 2 Wochen (insgesamt 4) | 4                                     | Taylor Swift                          | Shake It Off Max Martin, Shellback, Taylor Swift | – |
| 23. November 2014 – 10. Januar 2015 7 Wochen | 7                                     | Taylor Swift                          | Blank Space Max Martin, Shellback, Taylor Swift | Mit diesem Song war Taylor Swift der einzige Interpret in diesem Jahr, der zwei Nummer-eins-Hits hatte. Zudem schrieb sie Geschichte in den Billboard Hot 100, da sie die erste Frau überhaupt war, die sich selbst an der Chartspitze ablöste; insgesamt gelang dies erst elf Interpreten in der 56-jährigen Chartgeschichte. |

## Alben
| ← 2013 ← | Liste der Nummer-eins-Alben in den USA | Liste der Nummer-eins-Alben in den USA | Liste der Nummer-eins-Alben in den USA       | 2015 → |
| \| Zeitraum \| Wo. ges. \| Interpret \| Titel \| Zusätzliche Informationen \| \| (Zeitraum, Wochen auf Platz eins, Interpret, Titel, zusätzliche Informationen) \| \| \| \| \| \| ------------------------------------------------------------------------------ \| -------- \| ----------------------------- \| -------------------------------------------- \| ------------------------------------------------------------------------------------------------------------------------------------------------------------------------------------------------------------------------------------------------------------------------ \| \| 22. Dezember 2013 – 11. Januar 2014 3 Wochen \| 3 \| Beyoncé \| Beyoncé \| Mit dem Album wurde Beyoncé zur Künstlerin mit den meisten aufeinanderfolgende Nummer-eins-Alben (5) zum Beginn einer Musikkarriere. \| \| 12. Januar 2014 – 25. Januar 2014 2 Wochen (insgesamt 13) \| 13 \| (Soundtrack) \| Frozen \| – \| \| 26. Januar 2014 – 1. Februar 2014 1 Woche \| 1 \| Bruce Springsteen \| High Hopes \| – \| \| 2. Februar 2014 – 15. Februar 2014 2 Wochen (insgesamt 13) \| 13 \| (Soundtrack) \| Frozen \| – \| \| 16. Februar 2014 – 22. Februar 2014 1 Woche \| 1 \| Verschiedene Interpreten \| Now That’s What I Call Music! Vol. 49 \| – \| \| 23. Februar 2014 – 1. März 2014 1 Woche \| 1 \| Eric Church \| The Outsiders \| – \| \| 2. März 2014 – 8. März 2014 1 Woche (insgesamt 13) \| 13 \| (Soundtrack) \| Frozen \| – \| \| 9. März 2014 – 15. März 2014 1 Woche \| 1 \| Schoolboy Q \| Oxymoron \| – \| \| 16. März 2014 – 22. März 2014 1 Woche \| 1 \| Rick Ross \| Mastermind \| – \| \| 23. März 2014 – 17. Mai 2014 8 Wochen (insgesamt 13) \| 13 \| (Soundtrack) \| Frozen \| – \| \| 18. Mai 2014 – 24. Mai 2014 1 Woche \| 1 \| Verschiedene Interpreten \| Now That’s What I Call Music! Vol. 50 \| – \| \| 25. Mai 2014 – 31. Mai 2014 1 Woche \| 1 \| The Black Keys \| Turn Blue \| – \| \| 1. Juni 2014 – 14. Juni 2014 2 Wochen \| 2 \| Coldplay \| Ghost Stories \| – \| \| 15. Juni 2014 – 21. Juni 2014 1 Woche \| 1 \| Miranda Lambert \| Platinum \| – \| \| 22. Juni 2014 – 28. Juni 2014 1 Woche \| 1 \| Jack White \| Lazaretto \| – \| \| 29. Juni 2014 – 5. Juli 2014 1 Woche \| 1 \| Lana Del Rey \| Ultraviolence \| – \| \| 6. Juli 2014 – 12. Juli 2014 1 Woche \| 1 \| Ed Sheeran \| × \| – \| \| 13. Juli 2014 – 19. Juli 2014 1 Woche \| 1 \| Trey Songz \| Trigga \| – \| \| 20. Juli 2014 – 26. Juli 2014 1 Woche \| 1 \| Sia \| 1000 Forms of Fear \| – \| \| 27. Juli 2014 – 2. August 2014 1 Woche \| 1 \| Weird Al Yankovic \| Mandatory Fun \| – \| \| 3. August 2014 – 9. August 2014 1 Woche \| 1 \| 5 Seconds of Summer \| 5 Seconds of Summer \| – \| \| 10. August 2014 – 16. August 2014 1 Woche \| 1 \| Tom Petty & the Heartbreakers \| Hypnotic Eye \| – \| \| 17. August 2014 – 30. August 2014 2 Wochen \| 2 \| (Soundtrack) \| Guardians of the Galaxy - Awesome Mix Vol. 1 \| – \| \| 31. August 2014 – 6. September 2014 1 Woche \| 1 \| Wiz Khalifa \| Blacc Hollywood \| – \| \| 7. September 2014 – 13. September 2014 1 Woche \| 1 \| Ariana Grande \| My Everything \| – \| \| 14. September 2014 – 20. September 2014 1 Woche \| 1 \| Maroon 5 \| V \| – \| \| 21. September 2014 – 27. September 2014 1 Woche \| 1 \| Lecrae \| Anomaly \| – \| \| 28. September 2014 – 4. Oktober 2014 1 Woche \| 1 \| Barbra Streisand \| Partners \| 50 Jahre nach ihrem ersten Nummer-eins-Album People war die US-Sängerin und Schauspielerin zum achten Mal auf Platz 1 der Albumcharts. Außer ihr hat es niemand geschafft, in sechs aufeinander folgenden Jahrzehnten jeweils mindestens ein Nummer-eins-Album zu haben. \| \| 5. Oktober 2014 – 11. Oktober 2014 1 Woche \| 1 \| Tony Bennett & Lady Gaga \| Cheek to Cheek \| – \| \| 12. Oktober 2014 – 18. Oktober 2014 1 Woche \| 1 \| Blake Shelton \| Bringing Back the Sunshine \| – \| \| 19. Oktober 2014 – 25. Oktober 2014 1 Woche \| 1 \| Jason Aldean \| Old Boots, New Dirt \| – \| \| 26. Oktober 2014 – 1. November 2014 1 Woche \| 1 \| Florida Georgia Line \| Anything Goes \| – \| \| 2. November 2014 – 8. November 2014 1 Woche \| 1 \| Slipknot \| .5: The Gray Chapter \| – \| \| 9. November 2014 – 29. November 2014 3 Wochen (insgesamt 11) \| 11 \| Taylor Swift \| 1989 \| – \| \| 30. November 2014 – 6. Dezember 2014 1 Woche \| 1 \| One Direction \| Four \| – \| \| 7. Dezember 2014 – 20. Dezember 2014 2 Wochen (insgesamt 11) \| 11 \| Taylor Swift \| 1989 \| – \| \| 21. Dezember 2014 – 27. Dezember 2014 1 Woche \| 1 \| J. Cole \| 2014 Forest Hills Drive \| – \| \| 28. Dezember 2014 – 24. Januar 2015 4 Wochen (insgesamt 11) \| 11 \| Taylor Swift \| 1989 \| – \| |                                        |                                        |                                              | |
| ← 2013 |                                        |                                        |                                              | → 2015 → |
| Zeitraum | Wo. ges.                               | Interpret                              | Titel                                        | Zusätzliche Informationen |
| (Zeitraum, Wochen auf Platz eins, Interpret, Titel, zusätzliche Informationen) |                                        |                                        |                                              | |
| 22. Dezember 2013 – 11. Januar 2014 3 Wochen | 3                                      | Beyoncé                                | Beyoncé                                      | Mit dem Album wurde Beyoncé zur Künstlerin mit den meisten aufeinanderfolgende Nummer-eins-Alben (5) zum Beginn einer Musikkarriere. |
| 12. Januar 2014 – 25. Januar 2014 2 Wochen (insgesamt 13) | 13                                     | (Soundtrack)                           | Frozen                                       | – |
| 26. Januar 2014 – 1. Februar 2014 1 Woche | 1                                      | Bruce Springsteen                      | High Hopes                                   | – |
| 2. Februar 2014 – 15. Februar 2014 2 Wochen (insgesamt 13) | 13                                     | (Soundtrack)                           | Frozen                                       | – |
| 16. Februar 2014 – 22. Februar 2014 1 Woche | 1                                      | Verschiedene Interpreten               | Now That’s What I Call Music! Vol. 49        | – |
| 23. Februar 2014 – 1. März 2014 1 Woche | 1                                      | Eric Church                            | The Outsiders                                | – |
| 2. März 2014 – 8. März 2014 1 Woche (insgesamt 13) | 13                                     | (Soundtrack)                           | Frozen                                       | – |
| 9. März 2014 – 15. März 2014 1 Woche | 1                                      | Schoolboy Q                            | Oxymoron                                     | – |
| 16. März 2014 – 22. März 2014 1 Woche | 1                                      | Rick Ross                              | Mastermind                                   | – |
| 23. März 2014 – 17. Mai 2014 8 Wochen (insgesamt 13) | 13                                     | (Soundtrack)                           | Frozen                                       | – |
| 18. Mai 2014 – 24. Mai 2014 1 Woche | 1                                      | Verschiedene Interpreten               | Now That’s What I Call Music! Vol. 50        | – |
| 25. Mai 2014 – 31. Mai 2014 1 Woche | 1                                      | The Black Keys                         | Turn Blue                                    | – |
| 1. Juni 2014 – 14. Juni 2014 2 Wochen | 2                                      | Coldplay                               | Ghost Stories                                | – |
| 15. Juni 2014 – 21. Juni 2014 1 Woche | 1                                      | Miranda Lambert                        | Platinum                                     | – |
| 22. Juni 2014 – 28. Juni 2014 1 Woche | 1                                      | Jack White                             | Lazaretto                                    | – |
| 29. Juni 2014 – 5. Juli 2014 1 Woche | 1                                      | Lana Del Rey                           | Ultraviolence                                | – |
| 6. Juli 2014 – 12. Juli 2014 1 Woche | 1                                      | Ed Sheeran                             | ×                                            | – |
| 13. Juli 2014 – 19. Juli 2014 1 Woche | 1                                      | Trey Songz                             | Trigga                                       | – |
| 20. Juli 2014 – 26. Juli 2014 1 Woche | 1                                      | Sia                                    | 1000 Forms of Fear                           | – |
| 27. Juli 2014 – 2. August 2014 1 Woche | 1                                      | Weird Al Yankovic                      | Mandatory Fun                                | – |
| 3. August 2014 – 9. August 2014 1 Woche | 1                                      | 5 Seconds of Summer                    | 5 Seconds of Summer                          | – |
| 10. August 2014 – 16. August 2014 1 Woche | 1                                      | Tom Petty & the Heartbreakers          | Hypnotic Eye                                 | – |
| 17. August 2014 – 30. August 2014 2 Wochen | 2                                      | (Soundtrack)                           | Guardians of the Galaxy - Awesome Mix Vol. 1 | – |
| 31. August 2014 – 6. September 2014 1 Woche | 1                                      | Wiz Khalifa                            | Blacc Hollywood                              | – |
| 7. September 2014 – 13. September 2014 1 Woche | 1                                      | Ariana Grande                          | My Everything                                | – |
| 14. September 2014 – 20. September 2014 1 Woche | 1                                      | Maroon 5                               | V                                            | – |
| 21. September 2014 – 27. September 2014 1 Woche | 1                                      | Lecrae                                 | Anomaly                                      | – |
| 28. September 2014 – 4. Oktober 2014 1 Woche | 1                                      | Barbra Streisand                       | Partners                                     | 50 Jahre nach ihrem ersten Nummer-eins-Album People war die US-Sängerin und Schauspielerin zum achten Mal auf Platz 1 der Albumcharts. Außer ihr hat es niemand geschafft, in sechs aufeinander folgenden Jahrzehnten jeweils mindestens ein Nummer-eins-Album zu haben. |
| 5. Oktober 2014 – 11. Oktober 2014 1 Woche | 1                                      | Tony Bennett & Lady Gaga               | Cheek to Cheek                               | – |
| 12. Oktober 2014 – 18. Oktober 2014 1 Woche | 1                                      | Blake Shelton                          | Bringing Back the Sunshine                   | – |
| 19. Oktober 2014 – 25. Oktober 2014 1 Woche | 1                                      | Jason Aldean                           | Old Boots, New Dirt                          | – |
| 26. Oktober 2014 – 1. November 2014 1 Woche | 1                                      | Florida Georgia Line                   | Anything Goes                                | – |
| 2. November 2014 – 8. November 2014 1 Woche | 1                                      | Slipknot                               | .5: The Gray Chapter                         | – |
| 9. November 2014 – 29. November 2014 3 Wochen (insgesamt 11) | 11                                     | Taylor Swift                           | 1989                                         | – |
| 30. November 2014 – 6. Dezember 2014 1 Woche | 1                                      | One Direction                          | Four                                         | – |
| 7. Dezember 2014 – 20. Dezember 2014 2 Wochen (insgesamt 11) | 11                                     | Taylor Swift                           | 1989                                         | – |
| 21. Dezember 2014 – 27. Dezember 2014 1 Woche | 1                                      | J. Cole                                | 2014 Forest Hills Drive                      | – |
| 28. Dezember 2014 – 24. Januar 2015 4 Wochen (insgesamt 11) | 11                                     | Taylor Swift                           | 1989                                         | – |

## Jahreshitparaden
| ← 2013 ← | Liste der Nummer-eins-Hits in den USA | Liste der Nummer-eins-Hits in den USA                            | Liste der Nummer-eins-Hits in den USA | 2015 →   |
| \| Singles \| Position# \| Alben \| \| ------------------------------------------------------------------------------------------------------------------------------------------------------------ \| --------- \| ---------------------------------------------------------------- \| \| Happy Pharrell Williams \| 1 \| Frozen (Soundtrack) \| \| Dark Horse Katy Perry feat. Juicy J Max Martin, Lukasz Gottwald, Jordan Houston, Katy Perry, Henry Walter, Sarah Hudson \| 2 \| Beyoncé \| \| All of Me John Legend John Stephens, Toby Gad \| 3 \| 1989 Taylor Swift \| \| Fancy Iggy Azalea feat. Charli XCX Jason Pebworth, George Astasio, Jon Shave, Jon Turner, Kurtis McKenzie, Charlotte Aitchison, Iggy Azalea \| 4 \| Midnight Memories One Direction \| \| Counting Stars OneRepublic Ryan Tedder \| 5 \| The Marshall Mathers LP 2 Eminem \| \| Talk Dirty Jason Derulo featuring 2 Chainz Jason Desrouleaux, Tauheed Epps, Eric Frederic, Jason Evigan, Sean Douglas, Ori Kaplan, Tamir Muskat, Tomer Yosef \| 6 \| Pure Heroine Lorde \| \| Rude Magic Nasri Atweh, Mark Pellizzer, Alex Tanas, Ben Spivak, Adam Messinger \| 7 \| Crash My Party Luke Bryan \| \| All About That Bass Meghan Trainor Kevin Kadish, Meghan Trainor \| 8 \| Prism Katy Perry \| \| Problem Ariana Grande feat. Iggy Azalea Iggy Azalea, Ilya Salmanzadeh, Myron Birdsong, Max Martin, Savan Kotecha \| 9 \| Blame It All on My Roots: Five Decades of Influence Garth Brooks \| \| Stay With Me Sam Smith Sam Smith, James Napier, William Phillips, Tom Petty, Jeff Lynne \| 10 \| Here’s to the Good Times Florida Georgia Line \| |                                       |                                                                  |                                       |          |
| ← 2013 |                                       |                                                                  |                                       | → 2015 → |
| Singles | Position#                             | Alben                                                            |                                       |          |
| Happy Pharrell Williams | 1                                     | Frozen (Soundtrack)                                              |                                       |          |
| Dark Horse Katy Perry feat. Juicy J Max Martin, Lukasz Gottwald, Jordan Houston, Katy Perry, Henry Walter, Sarah Hudson | 2                                     | Beyoncé                                                          |                                       |          |
| All of Me John Legend John Stephens, Toby Gad | 3                                     | 1989 Taylor Swift                                                |                                       |          |
| Fancy Iggy Azalea feat. Charli XCX Jason Pebworth, George Astasio, Jon Shave, Jon Turner, Kurtis McKenzie, Charlotte Aitchison, Iggy Azalea | 4                                     | Midnight Memories One Direction                                  |                                       |          |
| Counting Stars OneRepublic Ryan Tedder | 5                                     | The Marshall Mathers LP 2 Eminem                                 |                                       |          |
| Talk Dirty Jason Derulo featuring 2 Chainz Jason Desrouleaux, Tauheed Epps, Eric Frederic, Jason Evigan, Sean Douglas, Ori Kaplan, Tamir Muskat, Tomer Yosef | 6                                     | Pure Heroine Lorde                                               |                                       |          |
| Rude Magic Nasri Atweh, Mark Pellizzer, Alex Tanas, Ben Spivak, Adam Messinger | 7                                     | Crash My Party Luke Bryan                                        |                                       |          |
| All About That Bass Meghan Trainor Kevin Kadish, Meghan Trainor | 8                                     | Prism Katy Perry                                                 |                                       |          |
| Problem Ariana Grande feat. Iggy Azalea Iggy Azalea, Ilya Salmanzadeh, Myron Birdsong, Max Martin, Savan Kotecha | 9                                     | Blame It All on My Roots: Five Decades of Influence Garth Brooks |                                       |          |
| Stay With Me Sam Smith Sam Smith, James Napier, William Phillips, Tom Petty, Jeff Lynne | 10                                    | Here’s to the Good Times Florida Georgia Line                    |                                       |          |